# Fort George Cay
Fort George Cay est une des îles Caïcos dans le territoire des îles Turks-et-Caïcos.